# Península de Aupouri

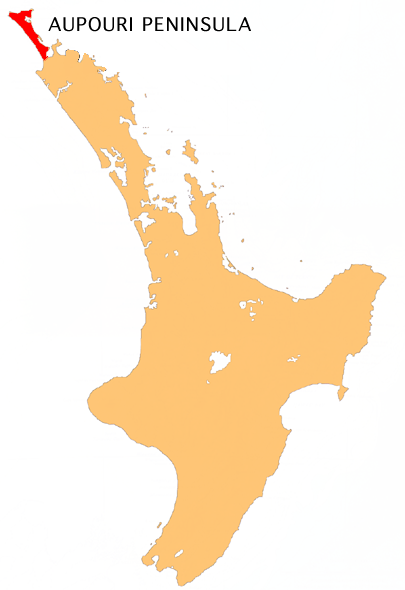
Ubicación de la península de Aupouri en la isla Norte de Nueva Zelanda

La península de Aupouri es un tómbolo en el extremo norte de la isla Norte de Nueva Zelanda. Se proyecta entre el mar de Tasmania al oeste y el océano Pacífico al este. Constituye la parte septentrional del distrito del Extremo Norte, incorporando el cabo Norte, Houhora y la mitad norte de Awanui.

## Historia
La península fue un lugar importante para el comercio de la extracción de goma kauri, que alcanzó su punto máximo entre 1890 y 1935. En los alrededores del puerto de Parengarenga, en el norte, se encontró goma kauri de gran calidad, lo que llevó al desarrollo de la Parenga Gumfield Company. Después de 1910, la extracción de goma se intensificó en la mitad sur de la península, ya que la goma de peor calidad que se encontraba en esta región aumentó mucho su valor.

## Resumen
Es una península dentro de otra península, ya que forma parte de la enorme península de Auckland Norte, que constituye casi una duodécima parte de la superficie de Nueva Zelanda. Cerca de la ciudad septentrional de Kaitaia, la península de Auckland del Norte se estrecha repentinamente, pasando de una anchura de 60 kilómetros a sólo 10 kilómetros, anchura que mantiene aproximadamente durante los últimos 100 kilómetros de su orientación hacia el norte.
En la base de la península, al este, se encuentra la entrada natural del puerto de Rangaunu. Más allá se encuentra la península de Karikari y la amplia extensión de la bahía de Doubtless. La costa oriental de la península está dominada por la bahía de Rangaunu en el sur y la bahía de Great Exhibition en el norte. Hacia su extremo septentrional se encuentra la ensenada natural de Parengarenga Harbour, más allá de la cual se encuentra North Cape. La bahía de los Espíritus y la bahía de Tom Bowling se encuentran en el extremo norte.
La característica más conocida de la península está en la otra costa: casi toda la costa oeste es la playa de las Noventa Millas, de 88 kilómetros de longitud. 
En su extremo norte, la península se ensancha hasta los 30 kilómetros. Aquí hay varios cabos que parecen ser el punto más septentrional de las islas principales de Nueva Zelanda: El cabo Maria van Diemen, North Cape, el cabo Reinga y los acantilados de Surville, que es el punto más septentrional real por unos cientos de metros, en la latitud 34° 23' 47" Sur. Sólo un puñado de islas de las cadenas de los Tres Reyes y Kermadec se encuentran más al norte de Nueva Zelanda.
Aunque hay varios asentamientos con más de 100 personas, como Te Hapua, Te Kao, Pukenui y Kaimaumau, la península está poco habitada, con una población de aproximadamente 3.900 habitantes. Por esta razón, las carreteras de la zona están en su mayoría sólo enripiadas, en lugar de estar asfaltadas. La carretera principal (State Highway 1) está asfaltada, y el último tramo se terminó en abril de 2010. La playa de las Noventa Millas es una carretera designada, pero la mayoría de los contratos de alquiler la incluyen en las "carreteras prohibidas". La ciudad más cercana a los cabos de la punta de la península es Kaitaia, a 100 kilómetros al sur.
Lleva el nombre de Te Aupōuri, una de las tribus maoríes que la habitan.

## Acuífero de Aupouri
El acuífero de Aupouri se extiende a lo largo de la playa de las Noventa Millas e incluye terrenos bajos entre Waimanoni y Ahipara, con una superficie total de 75.322 hectáreas. Los niveles de las aguas subterráneas se controlan y el Consejo Regional de Northland establece los límites de asignación de agua. Las autorizaciones de recursos para la toma de agua incluyen condiciones para el control de los pozos para observar los niveles de agua y cualquier intrusión de agua salada.
En la península de Aupouri hay varios lagos pequeños, como el lago Waiparera, el lago Heather, el lago Ngatu y el lago Rotoroa. Existe la posibilidad de utilizarlos como "lagos ventana" que presentan una extensión de la capa freática (los "lagos ventana" se verían afectados por el bombeo de aguas subterráneas debido a la conexión hidráulica directa con el acuífero), sin embargo, hay pocos datos disponibles en los que basar una conclusión.
El uso del acuífero para la industria del aguacate ha suscitado la preocupación del público por la seguridad del agua para las comunidades locales, y por el posible impacto medioambiental en el cercano humedal de Kaimaumau.